# Fairfield (Washington)
Fairfield é uma cidade  localizada no estado norte-americano de Washington, no Condado de Spokane.

## Demografia
Segundo o censo norte-americano de 2000, a sua população era de 494 habitantes.
Em 2006, foi estimada uma população de 577, um aumento de 83 (16.8%).

## Geografia
De acordo com o United States Census Bureau tem uma área de
1,6 km², dos quais 1,6 km² cobertos por terra e 0,0 km² cobertos por água. Fairfield localiza-se a aproximadamente 745 m acima do nível do mar.

## Localidades na vizinhança
O diagrama seguinte representa as localidades num raio de 20 km ao redor de Fairfield.